# Lilium auratum
Lilium auratum là loài bản địa của Nhật Bản, được gọi trong tiếng Nhật với các tên: 山百合 (yamayuri ly núi), Bồ bồ hay Bồng bồng, thuộc họ Liliaceae. Loài này được Lindl. miêu tả khoa học đầu tiên năm 1862.

## Miêu tả
Chiều cao cây 1-1,5m. Hoa nở vào khoảng tháng 7-8.

## Trồng trọt

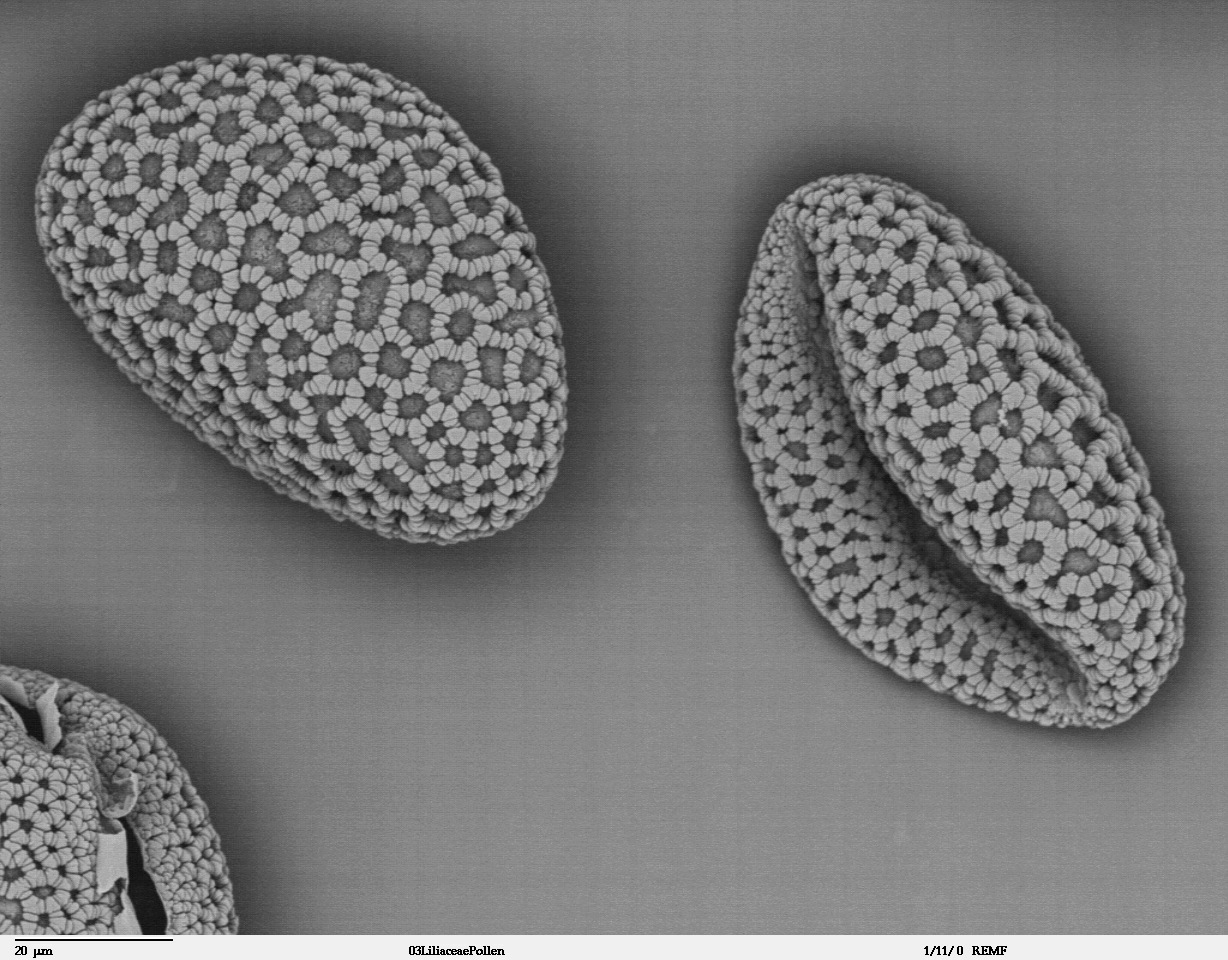
Bào tử phấn của Lilium auratum var. auratum

Loài hoa này sống khỏe ở vùng đất bằng phẳng hoặc axit; đất giàu phân sẽ gây hại cho cây. Củ nên được trồng trong lỗ có kích thước lớn gấp ba lần về cả chiều sâu và chiều rộng ở vùng thoát nước tốt. Nơi trồng loài này tốt nhất là trên đỉnh nơi nhận nhiều ánh sáng trong khi gốc của nó vẫn nằm trong bóng râm.
Loài hoa ly này có thể trồng bằng hạt, nhưng những việc sinh sản quy mô lớn cần được khuyến khích. Thời gian sống cua nó khoảng 3-4 năm. Loài này đã được trồng trọt rộng rãi và nhiều giống hiện đại có nguồn gốc từ loài này.

## Hóa học
L. auratum chứa các glyceride phenol như 1,2-O-diferuloylglycerol, 1-O-feruloyl-2-O-p-coumaroylglycerol, 1-O-p-coumaroyl-2-O-feruloylglycerol, 1-O-feruloylglycerol, 1,3-O-diferuloylglycerol, 1-O-feruloyl-3-O-p-coumaroylglycerol và 1-O-p-coumaroylglycerol.

## Thông tin khác
Tại hội chợ triển lãm năm 1873 tại Vienna, loài này đã được giới thiệu cùng nhiều loài ly khác từ Nhật Bản đã gây được sự chú ý ở châu Âu. Kể từ đó, củ của loài này là một trong những mặt hàng xuất khẩu chủ yếu sang châu Âu thời kỳ Taisho. Nó được sử dụng chủ yếu như một dòng mẹ của các giống ở phương Tây. Loài ly này là biểu tượng của tỉnh Kanagawa.